# Pereskia portulacifolia
Pereskia portulacifolia är en kaktusväxtart som först beskrevs av Carl von Linné, och fick sitt nu gällande namn av Dc. Pereskia portulacifolia ingår i släktet trädkaktusar, och familjen kaktusväxter. Inga underarter finns listade i Catalogue of Life.